# Exoprosopa vayssierei
Exoprosopa vayssierei är en tvåvingeart som beskrevs av Seguy 1934. Exoprosopa vayssierei ingår i släktet Exoprosopa och familjen svävflugor.
Artens utbredningsområde är Madagaskar. Inga underarter finns listade i Catalogue of Life.